# السري بن الحكم
السري بن الحكم بن يوسف البلخي (توفي في نوفمبر 820م) شغل مرتين منصب الوالي العباسي لمصر.

## سيرته
هو من أصل خراساني، جاء إلى مصر عام 799م في حاشية الليث بن الفضل، وسرعان ما ارتقى في المناصب،
كانت فترة ولايته الأولى حاكماً لمصر قصيرة، حيث امتدت من أبريل إلى سبتمبر 816م، فولِيَها بإِجماع الجند عَلَيْهِ عَلَى صلاتها وخَراجها لمستهَلّ شهر رمضان سنة 200 هـ، فجعل عَلَى شُرَطه محمد بْن عَسَّامة بْن عمرو، ثم بايع الجند سُليمان بْن غالب بْن جِبْرِيل، فخلعوا السري في ربيع الأول سنة 201 هـ، وحبسوه، فكانت وِلايته عليها ستَّة أشهُر.
لكن أعيد تعيينه في هذا المنصب في مارس 817 واستمر حتى وفاته في نوفمبر 820م. بأمر من المأْمون عَلَى صلاتها وخَراجها، قدِم بولايته عُمَر أخو هَرْثمة، فبعث الجُند إلى إِخْمِيم، فاستخرجوا السَّريّ من الحبس، فدخل الفُسطاط يوم الأربعاء 12 شعبان سنة 201 هـ، فسلَّم إِلَيْهِ جميع الجُند الوِلاية، فجعل عَلَى شُرَطه محمد بْن عَسَّامة أيَّامًا، ثم عزله وولَّى الحارث بْن زُرعة بْن قَحْزَم أيَّامًا، ثمَّ عزله فولَّى ابنه ميمون بْن السَّريّ، ثمَّ عزله وولَّى أَبَا بَكْر بْن جُنادة بْن عيسى المَعافريّ، ثمَّ عزله فولَّى أَبَا صالح حَمَّاد بْن المُخارِق التَّميميّ، ثمَّ عزله فولَّى أخاه إسماعيل بْن الحكَم، ثمَّ عزله فولَّى أخاه صالح بْن الحكَم، ثمَّ عزله فولَّى أخاه داود.
وتتبَّع السَّريّ كلّ من كَانَ حاربه أو انتبه، فجعل يقتلهم ويصلِبهم، ثمَّ ورد عَلَيْهِ كتاب المأْمون يأمره بالبيعة لوليّ عهده عليّ بْن مُوسَى الرضا فِي المحرَّم سنة 202 هـ، فبُويع لَهُ بِمصر. فوكتب إبراهيم بْن المَهْدي إلى وجُوه الجُند بِمصر يأمرهم بخلع المأمون ووليّ عهده، وبالوثوب بالسَّريّ، فقام فِي ذَلكَ الحارث بْن زُرْعة بْن قَحْزَم بالفُسطاط، وعبد العزيز بْن الوزير الجَرَويّ بأسفل الأَرض، وسَلامة بْن عَبْد الملك الأزْديّ الطَّحَاويّ بالصعيد، وسُليمان بْن غالب بْن جِبْرِيل، وعبد العزيز بْن عبد الرحمن بْن عَبْد الجبَّار الأَزْديّ، فخالفوا السَّريّ ودَعوا لإبراهيم بْن المَهديّ، وعقدوا عَلَى ذَلكَ الأمر لعبد العزيز بْن عبد الرحمن الأَزْديّ وأجمعوا عَلَى ولايته، فحاربه السَّريّ، فظفِر السَّريّ.
مات السَّريّ بْن الحكَم بالفُسطاط، يوم السبت في جمادى الأولى سنة 205 هـ، فكانت وِلايته عليها ثلاث سنين وتسعة أشهُر وثمانية عشر يومًا.
وخلفه أبناؤه الاثنين، وظل الشمال تحت حكم علي بن عبد العزيز، وحكم ابن السري عبيد الله حتى منتصف 826م، حتى وليها عبد الله بن طاهر حاكماً لمصر وأعاد مصر كاملها للسلطة العباسية.